# German Football League 2007
German Football League 2007 gibt einen Überblick über die Saison 2007 der American-Football-Bundesliga, die die 29. Saison der 1. Bundesliga/GFL war.

## Ligaaufteilung
Überblick über die teilnehmenden Mannschaften und ihren ewigen Bundesliga- bzw. GFL-Bilanzen
|          | Team                       | Jahre | S   | U | N  | Heim | Heim | Heim | Ausw. | Ausw. | Ausw. | TD-Verhältnis |
| -------- | -------------------------- | ----- | --- | - | -- | ---- | ---- | ---- | ----- | ----- | ----- | ------------- |
| GFL Nord | Berlin Adler               | 24    | 170 | 6 | 99 | 87   | 2    | 47   | 83    | 4     | 52    | 8051:4931     |
| GFL Nord | Braunschweig Lions (TV)    | 13    | 107 | 0 | 38 | 57   | 0    | 15   | 50    | 0     | 23    | 5018:2734     |
| GFL Nord | Hamburg Blue Devils        | 12    | 92  | 4 | 40 | 52   | 0    | 17   | 40    | 4     | 23    | 3733:2318     |
| GFL Nord | Kiel Baltic Hurricanes (N) | 7     | 26  | 1 | 50 | 18   | 0    | 21   | 8     | 1     | 29    | 1601:1319     |
| GFL Nord | Dresden Monarchs           | 4     | 25  | 2 | 21 | 15   | 1    | 8    | 10    | 1     | 13    | 1093:1158     |
| GFL Nord | Cologne Falcons            | 2     | 10  | 1 | 13 | 5    | 1    | 6    | 5     | 0     | 7     | 426:657       |
| GFL      | Stuttgart Scorpions        | 15    | 70  | 6 | 91 | 37   | 5    | 41   | 33    | 1     | 50    | 4271:4717     |
| GFL      | Schwäbisch Hall Unicorns   | 9     | 41  | 6 | 53 | 23   | 0    | 27   | 18    | 6     | 26    | 2374:2551     |
| GFL      | Saarland Hurricanes        | 6     | 15  | 4 | 48 | 9    | 3    | 22   | 6     | 1     | 26    | 1201:2177     |
| GFL      | Darmstadt Diamonds         | 4     | 22  | 1 | 29 | 17   | 0    | 9    | 5     | 1     | 20    | 0789:1077     |
| GFL      | Marburg Mercenaries        | 4     | 25  | 2 | 17 | 13   | 1    | 8    | 12    | 1     | 9     | 1330:1019     |
| GFL      | Weinheim Longhorns (N)     | 0     | 0   | 0 | 0  | 0    | 0    | 0    | 0     | 0     | 0     | 0:0           |

- (N) – Aufsteiger
- (TV) – Titelverteidiger

## Saisonverlauf

### Reguläre Saison
Im Süden schafften es die Weinheim Longhorns gleich in ihrem ersten GFL-Jahr in die Play-offs. Die Teams aus Darmstadt und Saarbrücken konnten sicher hinter sich gelassen werden und man schaffte knappe Spielergebnisse gegen Kiel und Marburg. Aber natürlich musste man auch Lehrgeld zahlen in der einen oder anderen Partie. Die Marburg Mercenaries, Vizemeister des Vorjahres und Titelverteidiger der Gruppe Süd konnten ihren Platz an der Sonne nicht halten, sie waren zwar nahe dran und lieferten sich ein Kopf-an-Kopf-Rennen mit den Scorpions aus Stuttgart. Und diese mussten in ihrem letzten Saisonauswärtsspiel gegen die Hamburg Blue Devils gewinnen um vor dem Marburgern zu bleiben aber sie schafften es. Mit 17:10 konnten die Blauen Teufel aus der Hansestadt bezwungen werden. Damit eroberten die Scorpions, nach 1998, zum zweiten Mal die Krone in der Südgruppe. Die Rote Laterne ging an die Saarland Hurricanes, die den direkten Vergleich gegen die Darmstadt Diamonds verloren.
Die Nordgruppe war vom Durchmarsch der Braunschweig Lions geprägt, nur den Kiel Baltic Hurricanes gelang ein Teilerfolg beim 15:15 zuhause im Holstein-Stadion. Dieses Remis half den Kielern knapp den dritten Platz zu erringen, auf diesen rutschten sie mit einem Punkt Vorsprung vor den Blue Devils aus Hamburg, die ihr letztes Spiel gegen Stuttgart nicht gewinnen konnten. Der zweite Platz ging an die Berlin Adler, mit einem Punkt Vorsprung von den Kielern. Im Tabellenkeller fand sich Dresden sehr schnell wieder, erst im neunten Spiel konnten die ersten und auch einzigen Punkte eingefahren werden. Damit mussten die Elbestädter in die Relegation, während die Cologne Falcons mit viel Luft nach oben und unten im Niemandsland der Tabelle landeten.

#### Interconference Games
Die Interconference-Begegnungen sahen achtmal das Nordteam als Sieger, vier Mal konnte sich das Südteam durchsetzen. Allerdings täuscht diese klare Verteilung ein wenig. Zum Teil waren die Spiele sehr knapp. Die Cologne Falcons brauchten schon eine Two Point Conversion um die Darmstadt Diamonds mit 22:21 zu schlagen. Die Weinheim Longhorns führten, gegen Kiel, im vierten Quarter mit 13:10, wurden aber noch mit 16:13 von den Baltic Hurricanes abgefangen. Und auch die Braunschweig Lions mussten in ihrem Heimspiel gegen die Marburg Mercenaries bis zum letzten Spielzug kämpfen, um durch ein Field Goal von Kicker Steffen Dögler mit 25:23 die Oberhand zu behalten.

### Abschlusstabellen

#### GFL Nord
|    | Verein                 | Sp | S  | U | N  | TD      | Diff. | Punkte |
| -- | ---------------------- | -- | -- | - | -- | ------- | ----- | ------ |
| 1. | Braunschweig Lions     | 12 | 11 | 1 | 0  | 354:166 | +188  | 23:1   |
| 2. | Berlin Adler           | 12 | 8  | 0 | 4  | 267:136 | +131  | 16:8   |
| 3. | Kiel Baltic Hurricanes | 12 | 7  | 1 | 4  | 256:159 | +97   | 15:9   |
| 4. | Hamburg Blue Devils    | 12 | 7  | 0 | 5  | 305:219 | +86   | 14:10  |
| 5. | Cologne Falcons        | 12 | 3  | 0 | 9  | 210:377 | −167  | 6:18   |
| 6. | Dresden Monarchs       | 12 | 1  | 0 | 11 | 169:440 | −271  | 2:22   |

Quelle:
Erläuterungen:  = Qualifikation für die Play-offs;  = Relegation

#### GFL Süd
|    | Verein                   | Sp | S  | U | N  | TD      | Diff. | Punkte |
| -- | ------------------------ | -- | -- | - | -- | ------- | ----- | ------ |
| 1. | Stuttgart Scorpions      | 12 | 10 | 0 | 2  | 390:144 | +246  | 20:4   |
| 2. | Marburg Mercenaries      | 12 | 9  | 1 | 2  | 363:194 | +169  | 19:5   |
| 3. | Schwäbisch Hall Unicorns | 12 | 8  | 1 | 3  | 398:218 | +180  | 17:7   |
| 4. | Weinheim Longhorns       | 12 | 4  | 0 | 8  | 196:311 | −115  | 8:16   |
| 5. | Darmstadt Diamonds       | 12 | 1  | 0 | 11 | 102:356 | −254  | 2:22   |
| 6. | Saarland Hurricanes      | 12 | 1  | 0 | 11 | 88:378  | −290  | 2:22   |

- Tie-Breaker
  - Darmstadt Diamonds vor Saarland Hurricanes wegen des gewonnenen direkten Vergleichs (6:14 und 19:7)

Quelle:
Erläuterungen:  = Qualifikation für die Play-offs;  = Relegation

### Aufstiegsrelegation
In der Relegation sahen sich die Dresden Monarchs den Hamburg Eagles gegenübergestellt, die Saarland Hurricanes aus Saarbrücken bekamen es mit dem Münchner Traditionsteam Munich Cowboys zu tun.
Im Norden gelang es Dresden die Eagles in beiden Spielen auf Distanz zu halten, wenn es auch jeweils sehr knapp zuging. Mit einem 28:24-Heimsieg im Rücken reisten die Monarchen nach Hamburg. Dort gerieten sie allerdings schon in den ersten Minuten mit 7:0 in Rückstand und damit temporär in die zweite Liga. Doch die Dresdner ließen sich dadurch nicht verunsichern und erspielten sich bis zur Halbzeit eine 19:13-Führung, die bis zum Spielschluss Bestand hatte.
Im Süden dagegen waren die Spielanteile ganz anders verteilt. Die Saarbrücker, nur aufgrund des verlorenen Vergleichs in die Relegation gerutscht, verteilten artig Gastgeschenke in Form von Strafen und anderen individuellen Fehlern an die Münchner Gäste. Diese nahmen sie gerne an und fuhren einen sicheren 25:7-Auswärtssieg ein. Das Rückspiel in München war dann eine eindeutige Angelegenheit. Mit 48:2 wurden die Gäste vor 1400 Zuschauern aus dem Dantestadion gefegt.
| Liga | Heimverein          | Gastverein          | Ergebnis | Nach Quartern         |
| ---- | ------------------- | ------------------- | -------- | --------------------- |
| Nord | Dresden Monarchs    | Hamburg Eagles      | 28:24    | 14:7; 7:3; 0:7; 7:7   |
| Nord | Hamburg Eagles      | Dresden Monarchs    | 13:19    | 7:13; 6:6; 0:0; 0:0   |
| Süd  | Saarland Hurricanes | Munich Cowboys      | 7:25     | 0:7; 0:6; 7:3; 0:9    |
| Süd  | Munich Cowboys      | Saarland Hurricanes | 48:2     | 6:0; 14:0; 14:0; 14:2 |

Damit konnten die Dresden Monarchs die Klasse im Norden halten, im Süden stiegen die Munich Cowboys auf und die Saarland Hurricanes ab.

### Play-offs
In den Viertelfinalpartien setzten sich die jeweiligen Heimteams durch. Braunschweig marschierte und zeigte den Weinheim Longhorns mit 55:26 klar ihre Grenzen auf. In Berlin gestatteten die Adlern den Schwäbisch Hall Unicorns nur ein Field Goal beim 23:3-Heimsieg. Interessanter waren bei beiden anderen Partien. Sie Stuttgart Scorpions schlugen, nach den beiden Interconference-Games, die Hamburg Blue Devils zum dritten Mal in der Saison, diesmal lautete das Ergebnis 27:17. Und die Marburg Mercenaries behielten mit 21:16 die Oberhand gegen die Kiel Baltic Hurricanes.
In einem spannenden Halbfinale konnten die Gäste aus Marburg zwar die ersten Punkte auf das Scoreboard bringen, doch im Laufe dies Spiels erhöhte Braunschweig immer wieder seinen Punktestand bis zu einer 26:12-Führung im vierten Quarter. Marburg konnte zwar noch auf 21:26 verkürzen, mehr aber auch nicht. Damit zogen die Braunschweig Lions, vor 5200 Zuschauern im heimischen Stadion an der Hamburger Straße, zum elften Mal in Folge in den German Bowl ein. Das zweite Halbfinale wurde zu einer Abwehrschlacht in der die Stuttgart Scorpions, von knapp 1500 Zuschauern, mit 19:14 die Oberhand über die Berlin Adler behielten. Damit schafften die Scorpions im vierzehnten Bundesligajahr zum ersten Mal den Einzug in das Endspiel. Der Einzug wurde durch dramatische letzte zwei Minuten entschieden. Stuttgart führte 1:45 Minuten vor Schluss mit 13:7 und versuchte mit einem Field Goal alles klarzumachen, doch der Kick misslang und wurde zum Touchdown für die Adler zurück getragen. Nach einem erfolgreichen Extrapunkt stand es plötzlich 14:13 für die Hauptstädter. Doch Stuttgart schlug noch einmal zurück, mit einem 64-Yard-TD-Pass von QB Ira Vandever auf WR Tim Schäuflein gingen sie mit 19:14 doch noch als Sieger vom Platz.
| Viertelfinale | Viertelfinale            | Viertelfinale       |    |                     | Halbfinale | Halbfinale | Halbfinale |  |  | German Bowl XXIX – Stuttgart | German Bowl XXIX – Stuttgart | German Bowl XXIX – Stuttgart |
|               |                          |                     |    |                     |            |            |            |  |  |                              |                              |                              |
| 1N            | Braunschweig Lions       | 55                  |    |                     |            |            |            |  |  |                              |                              |                              |
| 4S            | Weinheim Longhorns       | 26                  |    |                     |            |            |            |  |  |                              |                              |                              |
| 4S            | Weinheim Longhorns       | 26                  | 1N | Braunschweig Lions  | 26         |            |            |  |  |                              |                              |                              |
|               |                          |                     | 1N | Braunschweig Lions  | 26         |            |            |  |  |                              |                              |                              |
|               | 2S                       | Marburg Mercenaries | 21 |                     |            |            |            |  |  |                              |                              |                              |
| 2S            | 2S                       | Marburg Mercenaries | 21 | Marburg Mercenaries | 21         |            |            |  |  |                              |                              |                              |
| 2S            |                          |                     |    | Marburg Mercenaries | 21         |            |            |  |  |                              |                              |                              |
| 3N            | Kiel Baltic Hurricanes   | 16                  |    |                     |            |            |            |  |  |                              |                              |                              |
| 3N            | Kiel Baltic Hurricanes   | 16                  | 1N | Braunschweig Lions  | 27         |            |            |  |  |                              |                              |                              |
|               |                          |                     |    | Braunschweig Lions  | 27         |            |            |  |  |                              |                              |                              |
|               | 1S                       | Stuttgart Scorpions | 6  |                     |            |            |            |  |  |                              |                              |                              |
| 1S            | 1S                       | Stuttgart Scorpions | 6  | Stuttgart Scorpions | 27         |            |            |  |  |                              |                              |                              |
| 1S            |                          |                     |    | Stuttgart Scorpions | 27         |            |            |  |  |                              |                              |                              |
| 4N            | Hamburg Blue Devils      | 17                  |    |                     |            |            |            |  |  |                              |                              |                              |
| 4N            | Hamburg Blue Devils      | 17                  | 1S | Stuttgart Scorpions | 19         |            |            |  |  |                              |                              |                              |
|               |                          |                     | 1S | Stuttgart Scorpions | 19         |            |            |  |  |                              |                              |                              |
|               | 2N                       | Berlin Adler        | 14 |                     |            |            |            |  |  |                              |                              |                              |
| 2N            | 2N                       | Berlin Adler        | 14 | Berlin Adler        | 23         |            |            |  |  |                              |                              |                              |
| 2N            |                          |                     |    | Berlin Adler        | 23         |            |            |  |  |                              |                              |                              |
| 3S            | Schwäbisch Hall Unicorns | 3                   |    |                     |            |            |            |  |  |                              |                              |                              |

#### Viertelfinale
|                                   |                                    | {{{Spiel}}}         |         |                     |  |                               |
| Stuttgart 15. September 18:00 Uhr |                                    | Stuttgart Scorpions | 27 : 17 | Hamburg Blue Devils |  | Gazi-Stadion Zuschauer: 1.240 |
| Stuttgart 15. September 18:00 Uhr | (6:3, 14:7, 0:7, 7:0) Spielbericht | Stuttgart Scorpions |         | Hamburg Blue Devils |  | Gazi-Stadion Zuschauer: 1.240 |

|                                |                                    | {{{Spiel}}}  |        |                          |  |                                                |
| Berlin 15. September 18:00 Uhr |                                    | Berlin Adler | 23 : 3 | Schwäbisch Hall Unicorns |  | Friedrich-Ludwig-Jahn-Sportpark Zuschauer: 625 |
| Berlin 15. September 18:00 Uhr | (0:0, 10:0, 7:0, 6:3) Spielbericht | Berlin Adler |        | Schwäbisch Hall Unicorns |  | Friedrich-Ludwig-Jahn-Sportpark Zuschauer: 625 |

|                                      |                                        | {{{Spiel}}}        |         |                    |  |                                                        |
| Braunschweig 15. September 19:00 Uhr |                                        | Braunschweig Lions | 55 : 26 | Weinheim Longhorns |  | Städt. Stadion a. d. Hamburger Straße Zuschauer: 5.850 |
| Braunschweig 15. September 19:00 Uhr | (13:6, 14:0, 14:6, 14:14) Spielbericht | Braunschweig Lions |         | Weinheim Longhorns |  | Städt. Stadion a. d. Hamburger Straße Zuschauer: 5.850 |

|                                 |                               | {{{Spiel}}}         |         |                        |  |                                        |
| Marburg 16. September 15:00 Uhr |                               | Marburg Mercenaries | 21 : 16 | Kiel Baltic Hurricanes |  | Georg-Gaßmann-Stadion Zuschauer: 1.100 |
| Marburg 16. September 15:00 Uhr | (14:7, 0:0, 7:9) Spielbericht | Marburg Mercenaries |         | Kiel Baltic Hurricanes |  | Georg-Gaßmann-Stadion Zuschauer: 1.100 |

#### Halbfinale
|                                   |                                    | {{{Spiel}}}         |         |              |  |                              |
| Stuttgart 22. September 18:00 Uhr |                                    | Stuttgart Scorpions | 19 : 14 | Berlin Adler |  | Gazi-Stadion Zuschauer: 1480 |
| Stuttgart 22. September 18:00 Uhr | (13:0, 0:7, 0:0, 6:7) Spielbericht | Stuttgart Scorpions |         | Berlin Adler |  | Gazi-Stadion Zuschauer: 1480 |

|                                      |                                    | {{{Spiel}}}        |         |                     |  |                                                       |
| Braunschweig 22. September 19:00 Uhr |                                    | Braunschweig Lions | 26 : 21 | Marburg Mercenaries |  | Städt. Stadion a. d. Hamburger Straße Zuschauer: 5112 |
| Braunschweig 22. September 19:00 Uhr | (0:7, 13:5, 6:0, 7:9) Spielbericht | Braunschweig Lions |         | Marburg Mercenaries |  | Städt. Stadion a. d. Hamburger Straße Zuschauer: 5112 |

### German Bowl
Im German Bowl XXIX standen sich die Stuttgart Scorpions und die Braunschweig Lions gegenüber. Die Scorpions hatten dabei ein echtes Heimspiel, denn der Bowl wurde im heimischen GAZI-Stadion ausgetragen. Doch dies nutzte, vor 8152 Zuschauern, nichts. Die Lions gewannen sicher mit 27:6. Dabei erhöhten sie kontinuierlich den Vorsprung auf 24:0 nach drei Vierteln, ehe im vierten Viertel dem Stuttgarter QB Ira Vandever der Ehrentouchdown gelang. Den Endstand stellte dann Lions Kicker Steffen Dölger mit einem 44 Yard Field Goal her. Mit diesem, insgesamt sechsten, German-Bowl-Sieg zogen die Lions mit den Düsseldorf Panthern gleich, die bisher alleiniger Rekordsieger waren. Zudem war es der zweite Braunschweiger Titel-Hattrick, nach 1997–1999.
|                                |                                     | German Bowl XXIX   |        |                     |  |                                                         |
| Stuttgart 6. Oktober 18:00 Uhr |                                     | Braunschweig Lions | 27 : 6 | Stuttgart Scorpions |  | Gazi-Stadion Zuschauer: 8.152 Referee: Peter Springwald |
| Stuttgart 6. Oktober 18:00 Uhr | (0:0, 14:0, 10:0, 3:6) Spielbericht | Braunschweig Lions |        | Stuttgart Scorpions |  | Gazi-Stadion Zuschauer: 8.152 Referee: Peter Springwald |

## Statistik
Eine Auswahl an den wichtigsten Offense-Statistiken.

### Quarterbacks
|    | Spieler           | Verein       | Sp | Att | Cmp | %    | Yards | TDs | Int. | Rating |
| -- | ----------------- | ------------ | -- | --- | --- | ---- | ----- | --- | ---- | ------ |
| 1. | Dennis Zimmermann | Braunschweig | 15 | 253 | 158 | 63.9 | 2342  | 28  | 6    | 172.0  |
| 2. | Joachim Ullrich   | Marburg      | 14 | 283 | 177 | 62.5 | 2552  | 29  | 6    | 167.9  |
| 3. | Ira Vandever      | Stuttgart    | 15 | 236 | 124 | 52.5 | 2168  | 27  | 6    | 162.4  |

### Wide-Receiver
|    | Spieler          | Verein          | Sp. | Fänge | Yards | TDs | Long | Avg/C | Yds/G |
| -- | ---------------- | --------------- | --- | ----- | ----- | --- | ---- | ----- | ----- |
| 1. | Max Seroogy      | Schwäbisch Hall | 13  | 77    | 1301  | 14  | 63   | 16.9  | 100.1 |
| 2. | Estrus Crayton   | Kiel            | 13  | 92    | 1161  | 9   | 69   | 12.6  | 89.3  |
| 3. | Brandon Langston | Hamburg         | 13  | 64    | 1107  | 16  | 80   | 17.3  | 85.2  |

### Runningbacks
|    | Spieler           | Verein    | Sp. | Läufe | Yards | Avg | TDs | Long | Yds/G |
| -- | ----------------- | --------- | --- | ----- | ----- | --- | --- | ---- | ----- |
| 1. | Patrick Geiger    | Stuttgart | 15  | 251   | 1540  | 6.1 | 12  | 90   | 102.7 |
| 2. | Danny Washington  | Weinheim  | 12  | 144   | 1037  | 7.2 | 9   | 76   | 86.4  |
| 3. | Dartangan Johnson | Kiel      | 13  | 214   | 1005  | 4.7 | 11  | 54   | 77.3  |